# The District
The District is een Amerikaanse politieserie die tussen 2000 en 2004 in de Verenigde Staten liep. Het uitgangspunt van de serie is gebaseerd op de memoires van New York's politieman Jack Maple. De serie speelt in de Amerikaanse hoofdstad Washington D.C. en werd hoofdzakelijk opgenomen in Los Angeles. In Vlaanderen werd de serie uitgezonden door VTM. In Nederland werd de serie uitgezonden door de NCRV.

## Verhaal
Jack Mannion is een eerlijk politieman met een goede reputatie die in Boston en Newark carrière heeft gemaakt. Hij wordt naar Washington D.C. gestuurd met de opdracht de criminaliteit drastisch aan te pakken. Na zijn komst moet hij eerst orde op zaken stellen in het politiekorps, waar racisme en corruptie bij sommige politiemannen een probleem bleek. Verder moet hij steeds rekening houden met politici en in de eerste plaats de burgemeester, die het hem niet altijd even gemakkelijk maken. Met zijn eigen stijl verbetert hij het korps, geeft mensen kansen en introduceert nieuwe technologieën.
Nadat actrice Lynne Thigpen, die de rol van Ella Mae Farmer speelde, onverwacht tijdens het derde seizoen overleed, werd er aan het einde van dat seizoen een begrafenisplechtigheid gehouden voor haar personage in de serie.

## Rolverdeling
| Acteur              | Personage               |
| ------------------- | ----------------------- |
| Craig T. Nelson     | Chief Jack Mannion      |
| Lynne Thigpen       | Ella Mae Farmer         |
| Jonathan LaPaglia   | Kevin Debreno           |
| Roger Aaron Brown   | Deputy Chief Joe Noland |
| Sean Patrick Thomas | Detective Temple Page   |